# Mesquita d'Abu-Hanifa

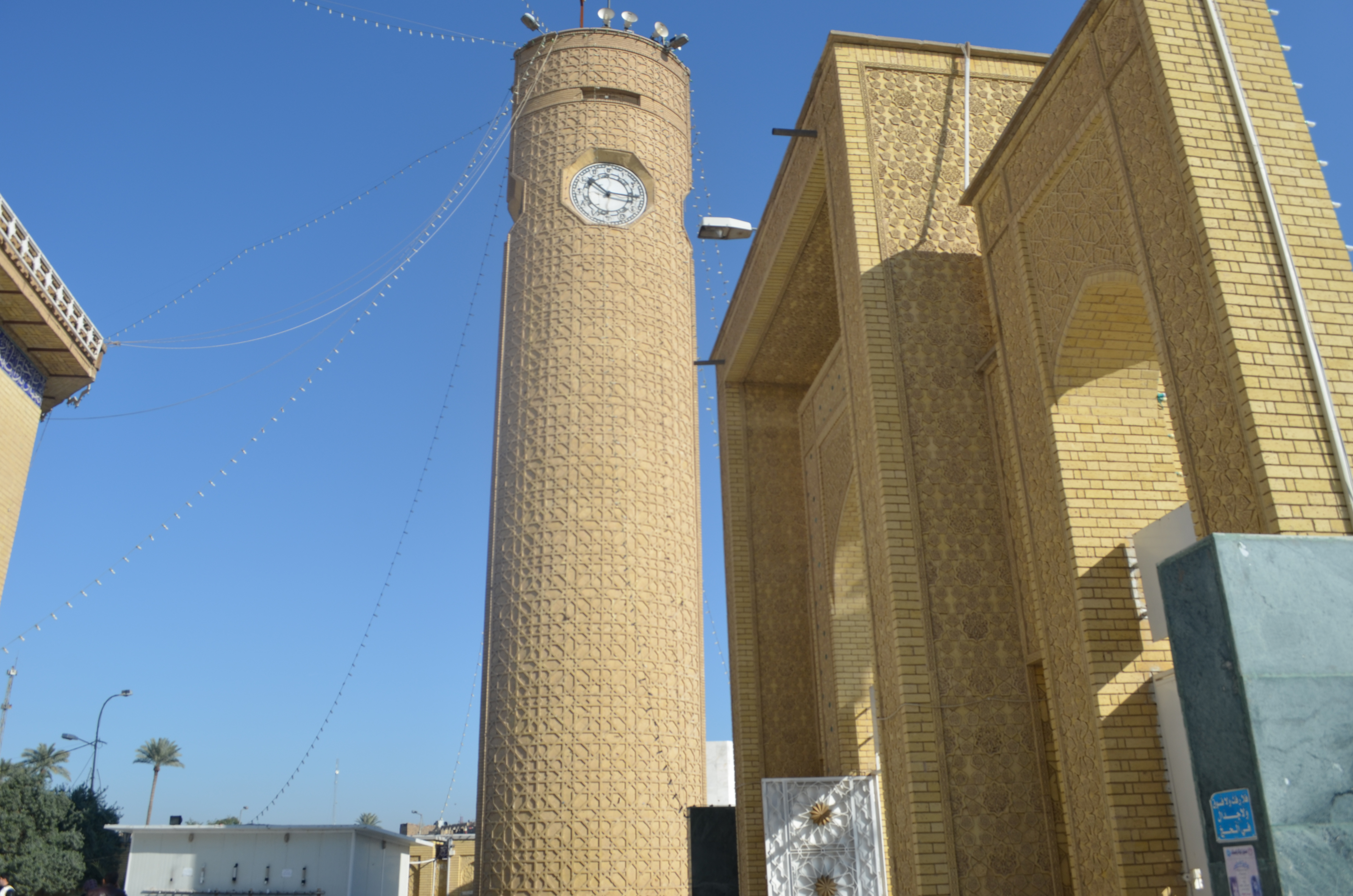
La mesquita el 2014

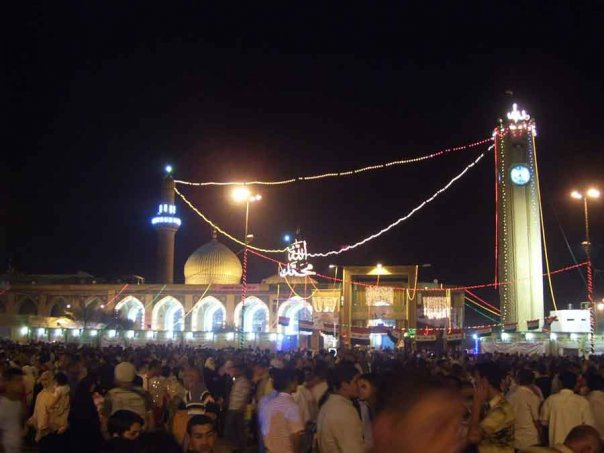
Mesquita d'Abu-Hanifa de nit, el 2008

La mesquita d'Abu-Hanifa (àrab: مسجد أبي حنيفة, masjid Abī Ḥanīfa), també coneguda com mesquita d'al-Imam al-Àdham o mesquita de l'Imam Més Gran (àrab: جامع الإمام الأعظم, jāmiʿ al-Imām al-Aʿẓam) és una de les més destacades mesquites sunnites de la zona coneguda com a Adhamiyah, al nord-est de Bagdad, a l'Iraq, en què la presència sunnita és majoritària. La mesquita es va construir a l'entorn de la tomba d'Abu-Hanifa an-Numan, conegut també com l'Imam Més Gran, fundador de l'escola jurídica islàmica anomenada hanafita.
L'imam Abu-Hanifa va morir i va ser soterrat al voltant de l'any 767. La petita ciutat d'al-Adhamiyah, que també pren nom del sobrenom d'Abu-Hanifa, va créixer al voltant de la tomba. L'any 1066, Sharaf al-Mulk Abu Sa‘id al-Khwarizmi va restaurar-la i hi va afegir una gran cúpula, i, adjacent, hi va construir una madrassa per als seguidors de l'escola hanafita.
L'àrea total de la mesquita és de 10.000 m². Pot acollir-hi 5.000 persones. En les pregàries dels divendres, el nombre de fidels sol ser de 1.000, mentre que en les diàries habituals, hi acudeixen de 200 a 250 devots.

## Antecedents
El califa Abu-Jàfar al-Mansur va oferir a Abu-Hanifa an-Numan que fos cadi dels cadis, jutge dels jutges, però ell s'hi negà, la qual cosa va provocar que el torturassen i l'empresonassen. El van assotar 110 vegades fins que hi va estar d'acord. Al-Mansur ordenà a Abu-Hanifa fer fàtues que ampliassen l'autoritat del califa, i Abu-Hanifa no hi estava d'acord, per açò el dugueren de nou a la presó.
Mentre era a la presó, Abu-Hanifa va morir el 150 de l'Hègira (767) a Bagdad, per enverinament o per vellesa. El soterraren al cementeri d'Al-Khayzuran, el nom del qual es deu al-Khayzuran bint Atà, que hi seria enterrada 23 anys després d'Abu-Hanifa. Sembla que al seu funeral hi assistiren 50.000 persones, inclòs el mateix califa al-Mansur.

## Història

### Dinastia buwàyhida

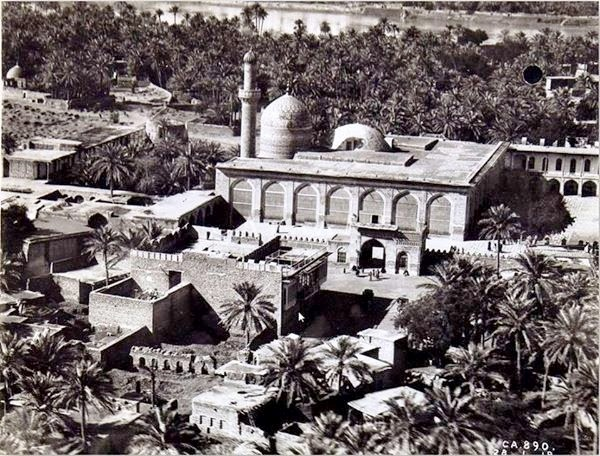
La mesquita el 1919

Durant el govern buwàyhida del Califat Abbàssida, el 375 de l'Hègira (985), es va construir una mesquita de grandària mitjana, a prop de la tomba d'Abu-Hanifa, per ordre de Samsam-ad-Dawla. Sembla que Abu-Jàfar az-Zammam va construir una sala dins la mesquita el 379 de l'Hègira.

### Seljúcides
Més endavant, en el 459 de l'Hègira (1066), el gran visir del sultà Alp Arslan, Abu-Sad al-Khwarizmí o al-Mustawfí, va construir un santuari per a Abu-Hanifa en la mesquita, i també una cúpula blanca. Al-Khwarizmí també va construir una escola a prop de la mesquita, per a ensenyar el màdhhab hanafita. Segons Ibn Khal·likan, l'escola es va obrir el 22 de setembre del 1067, per tant, és la primera escola de Bagdad.

### Època otomana
Després de la invasió de Bagdad per la dinastia safàvida al 1508, la mesquita i l'escola d'Abu-Hanifa foren destruïdes, a causa dels conflictes sectaris que van tenir els safàvides. Els otomans envaïren Bagdad el 1534 i van reemplaçar els xiïtes safàvides amb un govern otomà sunnita. Solimà el Magnífic va visitar per primera vegada, després d'envair l'Iraq, Najaf i Karbala, i va ordenar reconstruir la mesquita d'Abu-Hanifa.

### Segle XX

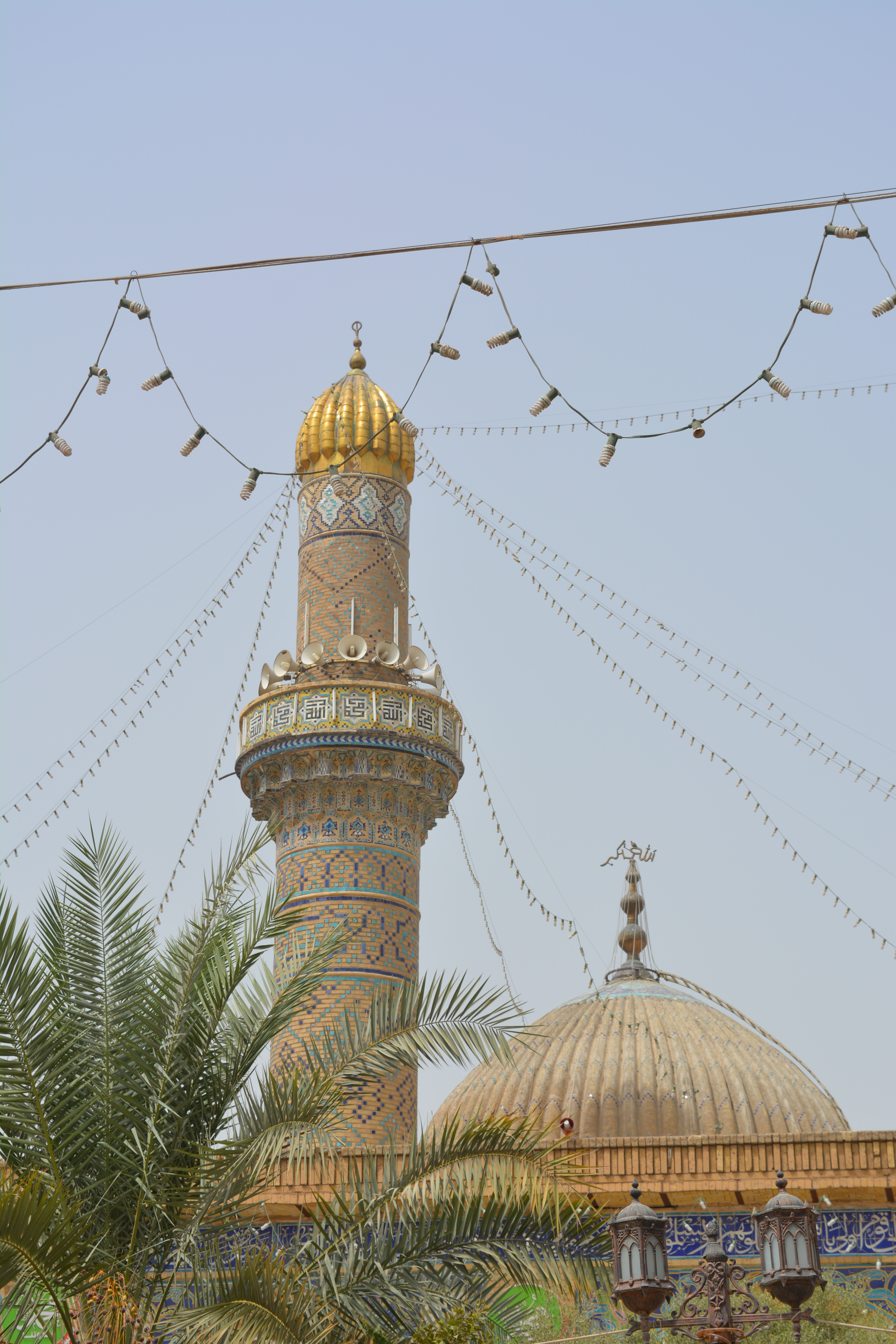
Mesquita Abu-Hanifa el 2015

El 1910, el soldà Abdul Hamid II va ordenar reconstruir la mesquita, renovar el mur i construir més cambres per a estudiants i persones pobres. N'hi hagué altres, de reconstruccions, en els anys següents. Els 1918 i 1935 s'hi feren habitacions més grans, i el 1948, se'n renovà el pis i s'escrigueren versos d'Al-Fath a les parets dels passadissos.
El 1959, després de la Revolució del 1958, es van fer prou millores en la mesquita. El govern donà els diners de la construcció a l'enginyer, Najmuddin Abdullah al-Jumaili, que va començar a treballar en el Ramadà del 1379 de l'Hègira (febrer del 1960) a l'edifici i durant cinc anys.

### Batalla d'Adhamiyah
Malgrat ser un lloc religiós de gran importància i reverència per als musulmans sunnites i els habitants d'Adhamiyah, a partir de la invasió nord-americana contra Iraq del 2003, ha estat escenari de durs enfrontaments entre insurgents iraquians i forces militars dels Estats Units. El 19 de novembre del 2004, tropes estatunidenques amb forces de seguretat iraquianes, van realitzar una batuda en la mesquita Abu-Hanifa durant una oració. Hi van resultar ferits civils i van morir quatre iraquians. L'operació es va dur a terme una setmana després que un orador incités els iraquians a participar en una guerra santa contra els ocupants estrangers i el govern iraquià. Molts sunnites iraquians van criticar l'operació.
El 23 de novembre del 2006, uns xiïtes van disparar deu projectils amb morters contra els sunnites que eren dins la mesquita d'Abu-Hanifa, i hi hagué una persona morta i set ferits.